# Christoph Wulfing
Christoph (Kristoff) Wulfing von Caslaw (auch Kristoff Wulfing von Caslaw; † 1504) war im späten 15. Jahrhundert Land- und Bergrichter in Südtirol und Genannter und Rat in Wiener Neustadt.

## Leben und Wirken
Kristoff Wulfing entstammte dem Geschlecht der Edlen Wulfinger von Aufkirchen. Am 13. Juli 1484 ließ er sich als Besitzer des heutigen Hauses Lederergasse 8 ins Gewährbuch von Wiener Neustadt eintragen. Dies markiert den Beginn seiner bekannten Tätigkeit in der Stadtverwaltung.
Von 1491 bis 1495 war Wulfing Ratsherr in Wiener Neustadt, mit einer kurzen Unterbrechung im Jahr 1492. Während dieser Zeit war er an verschiedenen städtischen Projekten beteiligt und spielte eine wichtige Rolle in der lokalen Verwaltung.
Nach seiner Zeit in Wiener Neustadt wurde Wulfing Landrichter in Welsperg, Südtirol. In dieser Position war er für die Rechtsprechung in der Region verantwortlich. Im Jahr 1504 starb Christoph Wulfing. In den folgenden Jahren kam es zu rechtlichen Auseinandersetzungen um sein Erbe und seine Besitztümer.
Wulfing hinterließ ein bedeutendes Erbe als Verwalter und Richter. Seine Tätigkeit in Wiener Neustadt und Südtirol trug zur Stabilität und Rechtssicherheit in diesen Regionen bei.

### Siegel
Ein Siegelabdruck aus dem Jahr 1491 zeigt den Buchstaben „S.“ vor seinem Namen. Diese Abkürzung könnte für „Senator“ stehen, was auf seine Funktion als Ratsmitglied hinweist.